# Ужанихинский сельсовет
Ужанихинский сельсовет — сельское поселение в Чулымском районе Новосибирской области Российской Федерации.
Административный центр — село Ужаниха.

## История
Статус и границы сельского поселения установлены Законом Новосибирской области от 2 июня 2004 года № 200-ОЗ «О статусе и границах муниципальных образований Новосибирской области»

## Население
| 2002  | 2010  | 2012  | 2013  | 2014  | 2015  | 2016  |
| ----- | ----- | ----- | ----- | ----- | ----- | ----- |
| 2178  | ↘1782 | ↘1725 | ↘1689 | ↘1648 | ↘1606 | ↘1570 |
| 2017  | 2018  | 2019  | 2020  | 2021  |       |       |
| ↘1530 | ↘1503 | ↘1470 | ↘1435 | ↘1393 |       |       |

## Состав сельского поселения
| № | Населённый пункт | Тип населённого пункта       | Население |
| - | ---------------- | ---------------------------- | --------- |
| 1 | Александровский  | посёлок                      | ↘55       |
| 2 | Малая Ужаниха    | посёлок                      | ↗6        |
| 3 | Михайловский     | посёлок                      | ↘379      |
| 4 | Синельниково     | посёлок                      | ↘39       |
| 5 | Ужаниха          | село, административный центр | ↘1303     |